# Mariano Noriega
Mariano Noriega fue un político peruano. 
Fue senador de la República del Perú por el departamento del Cusco en 1829 durante el primer gobierno del Mariscal Agustín Gamarra. Luego de que Gamarra clausurase el congreso en diciembre de 1829, Noriega formó parte del Consejo de Estado que subsitió. Sus restos yacen en el segundo nivel de la "Cripta de los Héroes". Su lápida muestra que murió en la batalla de "San Juan" , la cual fue una acción militar ocurrida el 13 de enero de 1881, en el marco de la Guerra del Pacífico. En ella se enfrentaron el Ejército de Chile y el Ejército del Perú.

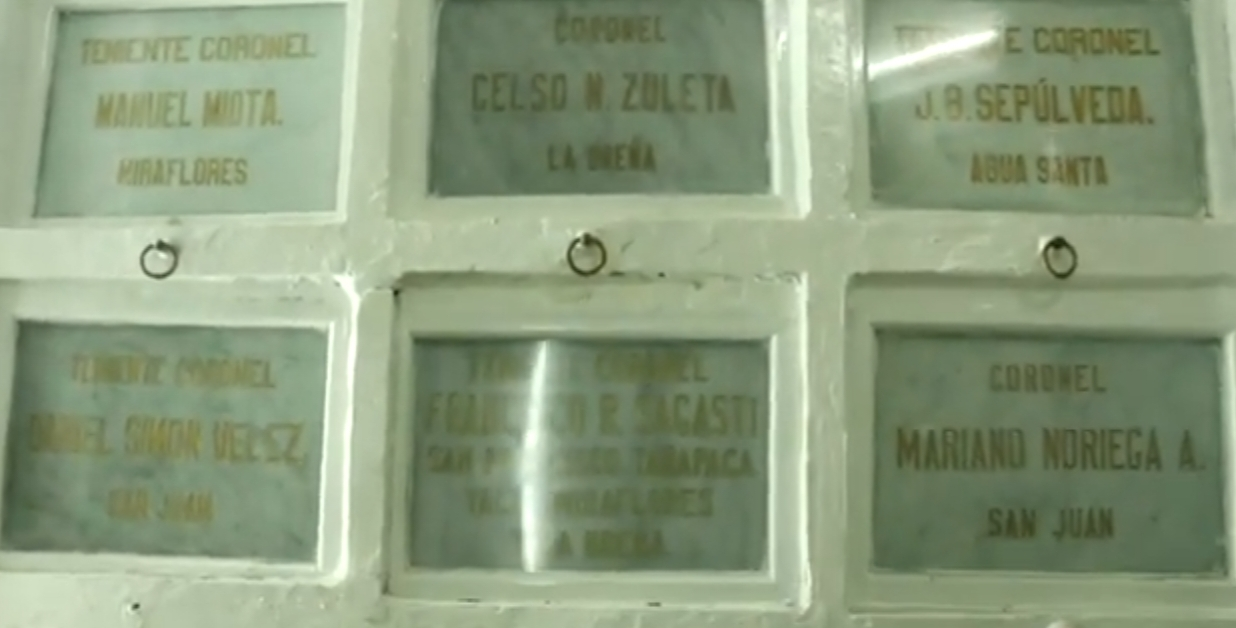
Lápida_de_los_Héroes_peruanos_que_yacen_el_la_"Cripta_de_los_Héroes"_en_Perú